# Аян (приток Салгира)
Ая́н (укр. Аян, крымскотат. Ayan, Аян) — река в Симферопольском районе Крыма, левый приток Салгира. Длина русла реки — 7,0 км, площадь водосборного бассейна — 43 км².

## Название
Согласно одной из версий, название Аян взято из крымскотатарского языка и переводится как «явный». Согласно другой, название имеет греческое происхождение и означает «Святой Иоанн» (ай — сокращённая форма от айос — «святой», Ян — скоращённая форма имени Янис — Иоанн).

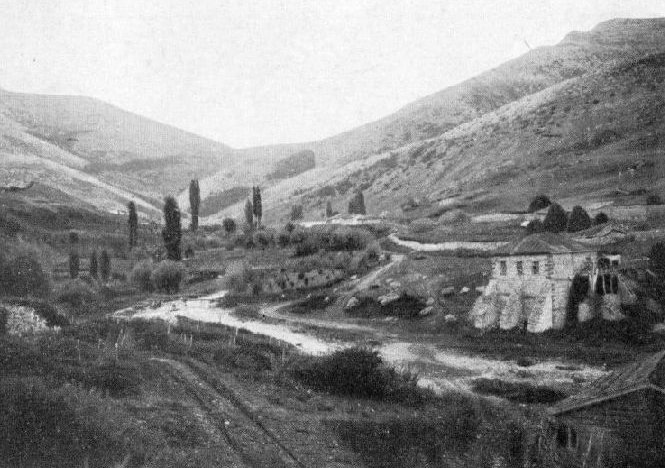
Деревня Аян, 1915 год

## География
Исток реки Аян — Аянский источник — расположен на выходе из Аянской пещеры, на северных склонах горной яйлы Чатыр-Даг на высоте 486 м над уровнем моря. Источник Аян — самый мощный карстовый источник Чатыр-Дага с расходом воды 0,02 — 30,8 м³/с (в зависимости от времени года).
Река Аян в верхнем течении течёт преимущественно на север по узкому ущелью. На высоте 404 м над уровнем моря образовано Аянское водохранилище, объёмом 3,9 млн м³. После плотины река течёт в сторону северо-запада.
Устье реки расположено в селе Заречное. Близ устья через реку перекинут мост на автодороге 35А-002 Симферополь — Ялта.
Аян при слиянии с Салгиром, даёт почти 40 % общего объёма стока. В некоторых источниках считается верхним течением Салгира, водоохранная зона реки установлена в 50 м.